# Les Détectives du dimanche
Pour plus de détails, voir Fiche technique et Distribution.
Les Détectives du dimanche est un film français réalisé par Claude Orval, sorti en 1953.

## Fiche technique
- Titre : Les Détectives du dimanche
- Réalisation : Claude Orval
- Scénario et dialogues : Claude Orval
- Photographie : Marc Fossard
- Décors : Louis Le Barbenchon
- Son : René Sarazin
- Montage : Jean Feyte
- Musique : Georges Dervaux
- Production : Normandie Films
- Pays :  France
- Genre : Comédie
- Durée : 85 minutes
- Date de sortie : 
  - France : 17 juillet 1953

## Distribution
- Jeannette Batti
- Henri Génès
- Bernard Lajarrige
- Noël Roquevert
- Marthe Mercadier
- Charles Bouillaud
- Jean Gobet
- Charles Lemontier
- Georges Paulais
- René Worms